# Flora Martirosian
Flora Artashesi Martirosian (armensko Ֆլորա Արտաշեսի Մարտիրոսյան), armenska pevka ljudske glasbe, * 5. februar 1957, Leninakan, Armenska SSR, Sovjetska zveza, † 20. november 2012, Los Angeles, Kalifornija, ZDA.
Bila je ustanoviteljica fundacije »Artists for Peace« in začetnica kulturnega gibanja »Never Again«.

## Življenjepis
Flora Martirosian se je rodila 5. februarja 1957 v Leninakanu (danes Gjumri) v Armenski SSR v Sovjetski zvezi v družini atleta in gospodinje. Od svoje matere je podedovala vokalne sposobnosti. Flora se je šolala na Glasbeni šoli Gjumri. Leta 1973 se je udeležila tekmovanja Garun 73 in osvojila prvo nagrado. Študirala je na Državnem konservatoriju v Erevanu, kjer je diplomirala. Leta 1978 se je udeležila mednarodnega tekmovanja v Hamburgu, kjer je osvojila svojo prvo mednarodno nagrado. Pesem »Tsovastghik«, ki jo je napisal Gusan Ashot, je prinesla Martirosianovi veliko slavo. Sama pesem je bila petnajst let označena kot najboljša pesem. Martirosianova je koncertirala po okrog 60 državah po vsem svetu. Med letoma 1976 in 1991 je bila solistka v Ansamblu armenskih ljudskih inštrumentov.
Leta 1987 se je njena družina preselila v Los Angeles v Kalifornijo, leta 1997 pa se je vrnila v Erevan. Med letoma 1997 in 2001 je bila Martirosianova ravnateljica glasbene šole Armen Tigranyan v Erevanu. Zatem se je z možem zopet preselila v Los Angeles. Leta 2002 je v Los Angelesu ustanovila glasbeno akademijo Komitas. Leta 2005 je z armensko pevko Christine Pepelyan osvojila nagrado »The Best Duet«. Leta 2007 je ustanovila dobrodelno fundacijo Artists for Peace, ki je pritegnila veliko število svetovno znanih pevcev in Hollywoodskih zvezdnikov, ki so se pridružili fundaciji pod sloganom »Never Again«, da bi tako povzdignili glas protesta proti genocidu. Leta 2011 je Martirosianova izvelda svoj prvi koncert v Los Angelesu.
Umrla je 20. novembra 2012. Vzrok njene smrti naj bi bili zapleti pri operaciji žolčnika. Pokopana je bila 12. decembra 2012 v panteonu Komitas v Erevanu.
Armenski predsednik Sarksjan je dejal, da je bila njena umetnost resnično narodna.

### Zasebno življenje
Konec 80. let se je poročila z novinarjem Hrahatom Gevorgjanom, s katerim je imela dva otroka.